# Religion au Rwanda
- Sans appartenance religieuse (3 %)
- Catholicisme (40 %)
- Pentecôtisme (21 %)
- Protestantisme (15 %)
- Église adventiste du septième jour (12 %)
- Autres chrétiens (4 %)
- Islam (2 %)
- Autres religions (3 %)

La Constitution du Rwanda garantit la liberté de religion, et le gouvernement respecte ce droit en pratique. 
Les missionnaires étrangers sont autorisés à opérer dans le pays, mais doivent s'inscrire à un permis de séjour. 
En 2023, le pays a été noté 2 sur 4 concernant la liberté de religion, il a été remarqué que la politique gouvernementale devient de plus en plus stricte.
Une étude réalisée par le Département d'État des États-Unis en 2022 révèle que le christianisme est la religion dominante au Rwanda, dont le protestantisme et le catholicisme sont les principales dénominations. Cette même étude démontre qu'environ 3 % de la population se déclaraient sans religion, tandis que 3 % également de la population déclaraient pratiquer une autre religion, y compris les religions traditionnelles africaines. Environ 2 % de la population se déclarent musulmans (majoritairement sunnistes). 
Il existe aussi une petite population de bahaïstes, ainsi que certains individus pratiquant des religions traditionnelles africaines. Depuis le génocide des Tutsi du Rwanda, ayant sévi en 1994, une prolifération de petits groupes religieux schismatiques, généralement liés aux christianisme, a lieu,. 

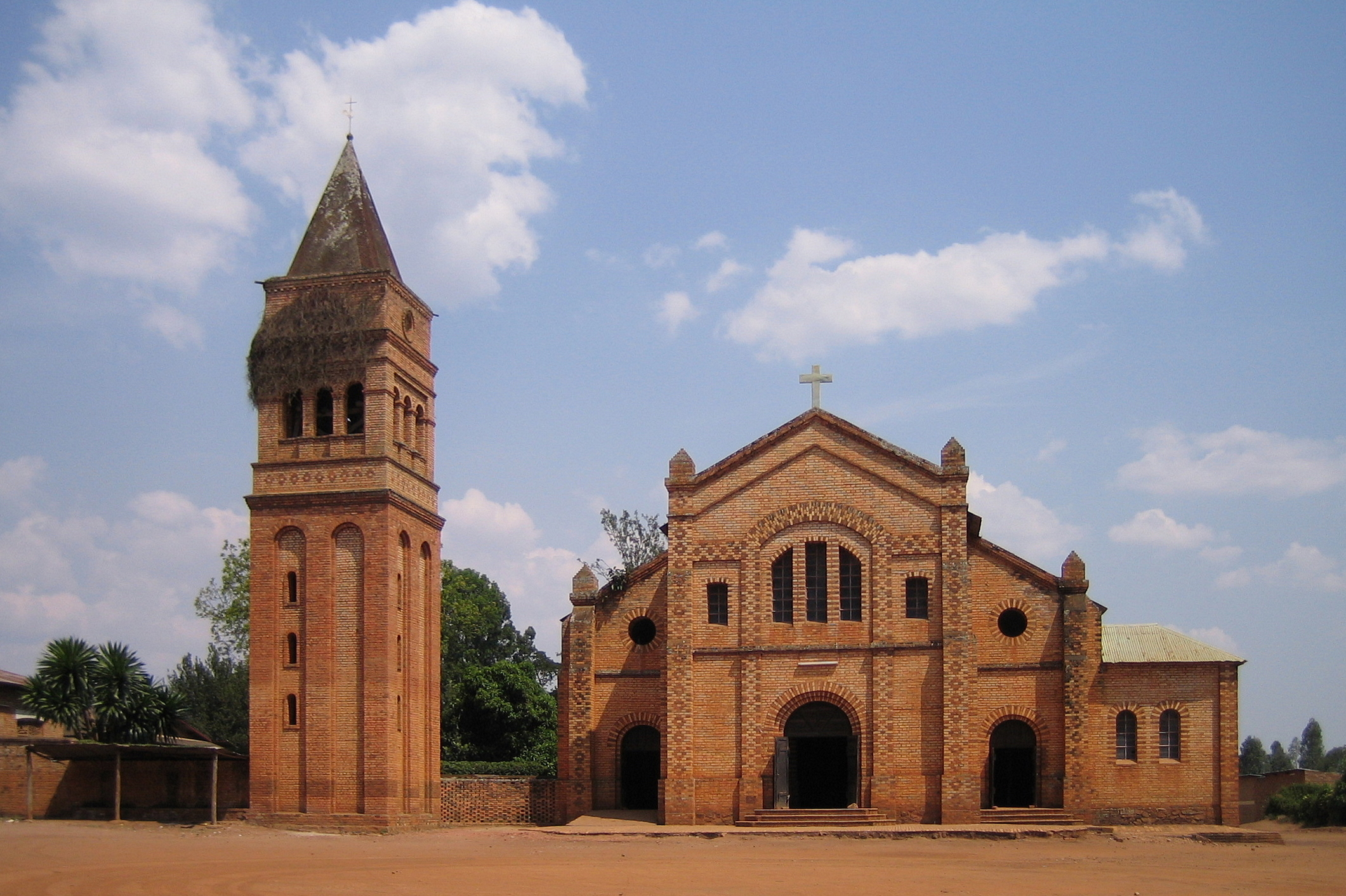
Cathédrale Sainte-Rita de Rwamagana

Au Rwanda se trouvent également de petites communautés d'hindous et de bouddhistes, étant principalement constituées de partisans étrangers, généralement des hommes d'affaires chinois et indiens, aussi bien que des étudiants et des professeurs des universités. Aucune des deux religions ne tente sérieusement la conversion au Rwanda, bien qu'un Temple Hindou du Rwanda figure en tant que lieu de culte. 

## Appartenance religieuse des Rwandais

### Études sociologiques et sondages
Le recensement national de 2012, le Quatrième recensement de la population et de l'habitat au Rwanda, indique que 43.7 % des Rwandais se déclarent catholiques, 37.7 % se déclarent protestants, 11.8 % se déclarent adventistes, 2 % se déclarent musulmans, 2.5 % se déclarent liés à aucune religion, et 0.7 % se déclarent Témoins de Jéhovah. Le reste se déclarant d'une autre religion ou n'en n'ayant déclaré aucune. 
| Source (année) | Christianisme | Sans religion | Islam | Autres |
| -------------- | ------------- | ------------- | ----- | ------ |
| NISR (2012)    | 93,9 %        | 2,5 %         | 2 %   | 1,6 %  |

## Religions mondiales

### Christianisme

#### Catholicisme
Plus de cinq millions de Rwandais sont catholiques, c'est-à-dire la moitié de la population rwandaise. Le pays est divisé en neuf diocèses, dont un archidiocèse.

#### Protestantisme
L'Église presbytérienne au Rwanda a été fondée en 1907. En 2006, elle se compose de 300 000 membres, une centaine de paroisses, 81 pasteurs, ainsi que 56 évangélistes.
Le Conseil protestant du Rwanda a été fondé au Rwanda en 1935.
L'Association des Églises baptistes au Rwanda a été fondée en 1967. Selon un recensement ayant été publié par l'association en 2023, elle dénombrait 276 églises ainsi que 58 960 membres.

#### Église de Jésus-Christ des saints des derniers jours
L'Église de Jésus-Christ des saints des derniers jours commence à organiser des services religieux réguliers au Rwanda au début des années 2000. La première branche se constitue au Rwanda en 2008, et, en 2010, un couple de missionnaires saints des derniers jours y est envoyé. L'église obtient une reconnaissance juridique officielle à partir du gouvernement rwandais en octobre 2013. À partir de mai 2025, neuf branches formelles figurent au Rwanda, se situant toutes dans le district de Kigali au Rwanda. Le Rwanda fait partie du quartier du temple de Nairobi au Kenya. Il est annoncé que le temple de Kampala en Ouganda est censé être construit le 6 octobre 2024.

### Islam
L'islam est soutenu par des marchands musulmans issus du sous-continent indien, ayant épousé des rwandaises locales. Les Rwandais fondent leur première mosquée en 1913.

## Histoire

### Période coloniale
Bien que les divisions ethniques ainsi que les tensions entre les Hutus et les Tutsis précèdent l'ère coloniale, le rapport de l'Organisation de l'unité africaine concernant les États génocidaires déclare :
« À l'époque coloniale, sous la règle allemande puis belge, les missionnaires catholiques, inspirée des théories ouvertement racistes de l'Europe du XIXe siècle concocta une idéologie destructrice de scission ethnique ainsi que d'un classement racial attribuant des qualités supérieures à la minorité Tutsi du pays, depuis que les missionnaires dirigèrent les écoles de l'époque coloniale, ces valeurs pernicieuses ont été systématiquement transmises aux nombreuses générations rwandaises... »
Lorsque les missionnaires catholiques parviennent au Rwanda à la fin des années 1880, ils contribuent à la théorie "Hamitique" des origines raciales, enseignant que les Tutsis sont une race supérieure. L'Église est considérée comme ayant joué un rôle important dans la fomentation des divisions raciales entre les Hutus et les Tutsis, en partie puisqu'ils avaient trouvés davantage de convertis volontaires parmi la majorité Hutu. 

### Rôle de la religion dans le génocide des Tutsis
Environ un million de Tutsis meurent lors du génocide des Tutsi du Rwanda ayant duré une centaine de jours entre avril et juillet en 1994. La plupart des individus tués faisaient partie de la communauté Tutsi et la majorité des individus ayant perpétrés le génocide faisaient partie de la communauté Hutu.
Le génocide se déclencha suite au décès du président rwandais Juvénal Habyarimana, un Hutu, lors de l'abolition de son avion au-dessus de l'aéroport international de Kigali le 6 avril 1994. Les détails complets de cet incident spécifique restent flous mais l'assassinat du président n'était en aucun cas la seule cause du chaos (la tension ethnique au Rwanda n'est pas nouvelle et les différends entre la majorité des Hutus ainsi que la minorité des Tutsis sont communes mais l'animosité entre les deux communautés a considérablement augmenté après la fin du régime colonial belge). 
L'auteur Timothy Longman fournit la discussion la plus détaillée du rôle de la religion au sein du génocide rwandais dans son ouvrage Christianity and Genocide in Rwanda (« Christianisme et génocide au Rwanda ») paru en 2010. Il soutient que les églises catholiques et protestantes ont toutes deux aidé à rendre le génocide possible en donnant une approbation morale au génocide. Les églises ont longtemps joué elles-mêmes un rôle politique ethnique, favorisant les Tutsis lors de la période coloniale puis changeant d'allégeance aux Hutus après 1959, envoyant un message que certains ont pu interpréter comme une discrimination ethnique étant cohérente avec l'enseignement de l'église. Les dirigeants de l’Église avaient des liens étroits avec les dirigeants politiques, et après le début du génocide, les dirigeants de l’Église demandèrent à la population de soutenir le nouveau gouvernement intérimaire, le réel gouvernement soutenant le génocide.
Certains dirigeants de l’Église participèrent activement au génocide. Au cours de la période précédant le génocide, de 1990 à 1994, des divisions majeures sont apparues au sein de la plupart des églises entre les modérés qui prônaient le changement démocratique et les conservateurs alliés au régime Habyarimana. De nombreux membres du clergés furent des Tutsis, et ils soutirent généralement la réforme démocratique, mais de nombreux Hutus modérés au sein des églises soutinrent également la réforme. Les églises ont apporté un soutien majeur à la formation des nouveaux groupes de défense des droits de l’homme ayant émergé au début des années 1990. Lorsque le génocide éclate en 1994, certains membres du clergé et d'autres dirigeants d'église s'opposent au génocide, y compris au risque de leur propre vie.
Certains membres individuels de la communauté religieuse essaient de protéger les civils, parfois au grand péril d'eux-mêmes. Par exemple, Monseigneur Thaddée Ntihinyurwa de Cyangugu prêche contre le génocide du clergé et tente en vain de sauver trois frères religieux Tutsis d'une attaque, tandis que Sœur Felicitas Niyitegeka des Auxiliaires de l'Apostolat à Gisenyi fait passer clandestinement des Tutsis à travers la frontière au sein du Zaire avant qu'une milice militante ne l'exécute en riposte.
Dans son ouvrage Left to Tell: Discovering God in the Rwandan Holocaust (« À raconter : à la découverte de Dieu dans l'Holocauste rwandais ») paru en 2006, Immaculée Ilibagiza, une femme Tutsi, décrit s'être cachée avec sept autres femmes Tutsis pendant 91 jours dans une salle de bains située dans la maison du Pasteur Murinzi - pendant la majeure partie du génocide. Au Centre Pastoral St Paul à Kigali, environ 2 000 individus trouvèrent refuge et la plupart d'entre eux survécurent, grâce aux efforts du Frère Célestin Hakizimana. Ce prêtre "intervint à chaque tentative d'enlèvement ou de meurtre de la milice" sur les réfugiés du centre. Face à une opposition puissante, il tenta de repousser les meurtriers avec persuasion ou ruses. 
Le 20 novembre 2016, l'Église catholique au Rwanda révèle une déclaration signée par neuf évêques s'excusant du rôle joué par ses membres dans le génocide de 1994. 